# Paulus Wirtz
Paulus (Paul) Wirtz (ook: Würz of Würtz; Husum, 30 oktober 1612 – Hamburg, 23 maart 1676) was een Duits militair en diplomaat die in dienst vocht voor het Koninkrijk Zweden en de Republiek der Zeven Verenigde Nederlanden.

## Biografie

### In Zweedse dienst
Paulus Wirtz werd geboren als de zoon van Klauw Wirtz en zijn vrouw Margarethe Busche. Hij verkreeg zijn scholing aan de jezuïetenschool van Wenen en na een reis door Europa kwam hij in keizerlijke dienst tijdens de Dertigjarige Oorlog. Hij kwam vervolgens in dienst van de Zweden en wist een vertrouweling te worden van paltsgraaf Karel Gustaaf. Na het einde van de oorlog onderhandelde hij met Engeland over een neutraliteitsovereenkomst tussen Zweden en Engeland. In 1654 werd hij benoemd tot generaal-majoor en gouverneur van Stade. Vervolgens werd Wirtz er door de koning op uitgestuurd om het huwelijk tussen hem en Hedwig Eleonora van Sleeswijk-Holstein-Gottorp te regelen.
In 1655 streed hij samen met zijn koning tegen de Polen in de Tweede Noordse Oorlog. Toen de Zweden op 9 oktober 1655 Krakau veroverden werd hij aldaar benoemd tot gouverneur. In juli en augustus 1657 werd Krakau belegerd door Melchior van Hatzfeld-Gleichen die de stad veroverde voor de Polen. Wirtz behield zijn vrijheid en met 2849 trok hij zich terug in Stettin. Hij werd vervolgens door de koning verheven in de Zweedse adelstand en verkreeg de titel baron van Ornholm.

### In dienst van de Republiek
Wirtz kwam daarna in dienst van de Republiek der Zeven Verenigde Nederlanden en op 17 januari 1668 werd hij benoemd tot veldmaarschalk. In dat jaar hield hij zich samen met Johan Maurits van Nassau-Siegen en hun leger op aan de IJssel. In 1672 werd hij na het verraad van Montbas door stadhouder Willem III van Oranje naar Tolhuis gestuurd om deze bres in de Nederlandse verdediging te dichten. Hier moest hij meteen slag leveren met de Fransen, maar zijn leger kon de Franse opmars niet tegenhouden. Nadat de Hollandse Waterlinie in werking was gesteld werd Wirtz bij Gorinchem gestationeerd. Hier kreeg hij te maken met lokaal boerenverzet en moest hij zijn soldaten inzetten om de waterlinie op peil te houden.
In 1674 nam hij ontslag uit het leger en twee jaar later overleed in Hamburg. Drie jaar na zijn overlijden werd zijn lichaam uit de stad overgebracht naar Amsterdam en werd hij op 24 oktober 1679 in de Oude Kerk begraven.